# پتر (مجارستان)
پتر (به مجاری: Péter) یا پتر ونیزی(زاده ۱۰۱۰ یا ۱۰۱۱ م. – درگذشته ۱۰۴۶ یا اواخر دهه ۱۰۵۰ م) پادشاه مجارستان میان سال‌های ۱۰۳۸–۱۰۴۱ و ۱۰۴۴–۱۰۴۶ بود. او کوشید تا در میان مجارها مسیحیت را گسترش دهد، ولی برکنار شد و تنها با یاری امپراتوری مقدس روم بود که توانست به قدرت بازگردد و دور دوم پادشاهی خویش را بیاغازد؛ ولی باز هم غیر مسیحیان بر او شوریدند و سرنگونش ساختند.
پتر در ونیز چشم به جهان گشود، او پسر اتونه اورسئولو دوجهٔ ونیز و خواهرزادهٔ ایشتوان یکم بود. هنگامی که در ۱۰۲۶ مردمان ونیز بر پدرش شوریدند پتر به دربار داییش در مجارستان پناه برد. هنگامی که ایمره قدیس پسر و ولیعهد ایشتوان در نخجیرگاه به دست گرازی کشته‌شد، ایشتوان پتر را به جانشینی برگزید.
هنگامی که او با یاری هاینریش سوم در ۱۰۴۴ به پادشاهی بازگشت، باز هم بزرگان ضد مسیحی کشور بر او شوریدند، اینبار او دستگیر و نابینا شد و به سکش‌فهروار رانده‌شد و چند روز پس از آن درگذشت و در پچ به خاک سپرده‌شد. او هرگز همسری برنگزید و فرزندی از او برجای نماند.